# Cronologia da Revolução dos Cravos
Esta é uma cronologia da Revolução dos Cravos que, em 25 de Abril de 1974, pôs fim a 48 anos de ditadura em Portugal, abrindo caminho para a implementação de um governo democrático.

## 23 de Abril
11h00min
- Chegada a Santarém do capitão Candeias Valente, oficial do Movimento dos Capitães, portador da ordem de operações para a EPC (Escola Prática de Cavalaria). Candeias liga para casa do tenente Ribeiro Sardinha, a informar que já estava na cidade, na Pastelaria Bijou. Sardinha contacta, como combinado, Salgueiro Maia e decidem encontrar-se na pastelaria.

11h30min
- O capitão Salgueiro Maia desloca-se à Pastelaria Bijou, no Largo do Seminário, em Santarém, para se encontrar com Candeias Valente e receber a ordem de operações.

11h40min
- Na viatura de Salgueiro Maia, estacionada no exterior da EPC, junto ao Jardim da República, é entregue a ordem de operações e são acertados alguns pormenores. Uma viatura da PIDE/DGS ronda a zona e segue o capitão à distância.

## 24 de Abril
No final do dia 24 de Abril de 1974, um grupo de militares comandados por Otelo Saraiva de Carvalho, instalou secretamente o posto de comando do movimento revolucionário no quartel da Pontinha, em Lisboa. Esses militares eram o comandante Vítor Crespo, o Major Sanches Osório, o Tenente-Coronel Nuno Fischer Lopes Pires, o Tenente-Coronel Garcia dos Santos, responsável pelas transmissões,o Major Hugo dos Santos e o Capitão Luís Macedo, co-autor do Plano Operacional.
03h00min
- Um agente de ligação entrega ao major Albuquerque, do Centro de Instrução e Condução Auto 1 (CICA 1), as ordens de operações referentes às unidades da Zona Norte.

05h00min
- Dá-se a recepção, no Regimento de Infantaria N.º 14 (RI 14), em Viseu, da ordem de operações. O capitão Ferreira do Amaral transmite as instruções a Lamego e o Capitão Aprígio Ramalho à Guarda.

08h00min
- O capitão Castro Carneiro e o alferes Pêgo, do CICA 1, iniciam a viagem destinada a entregar as ordens de operações às unidades de Lamego (capitão Delgado da Fonseca), Vila Real (capitão Mascarenhas) e Bragança (Capitão Freixo).

08h30min
- Os oficiais da Escola Prática de Cavalaria, ligados ao MFA, iniciam nas paradas, no maior sigilo, os contactos com os cerca de cinquenta graduados (oficiais subalternos do Quadro Permanente, alferes, aspirantes, furriéis e cabos milicianos), individualmente, comunicando-lhes que, se a senha e contra senha forem para o ar, a operação decorrerá nessa madrugada.

09h30min
- Capitão Santa Clara Gomes, oficial de ligação, entrega ao major Cardoso Fontão a ordem de missão referente ao Batalhão de Caçadores 5 (BC 5).

10h00min
- Álvaro Guerra comunica a Carlos Albino a escolha definitiva de Grândola Vila Morena como senha nacional, garantindo este a sua transmissão. Enquanto isso, o Major Otelo envia, da estação dos CTT da rua D. Estefânia, o telegrama cifrado a Melo Antunes, contendo o GDH.

11h00min
- Carlos Albino adquire na então livraria Opinião o disco "Cantigas do Maio", para garantia, já que, desde Dezembro de 73 havia indícios de que a PIDE/DGS se preparava para um assalto aos escritórios do Limite, na Praça de Alvalade. O capitão Costa Martins contacta João Paulo Diniz e informa-o que o sinal foi antecipado em uma hora.

11h30min
- Saída para Lisboa do comandante da EPC, coronel Augusto Laje, para ir a uma consulta médica.

13h30min
- Dá-se o render da parada na Escola Prática de Cavalaria, em Santarém. Entrada do oficial de dia à unidade, o tenente miliciano Sousa e Silva.

14h00min
- O tenente Ribeiro Sardinha, que tinha por missão "vigiar" o comandante da EPC, constata não poder vir a cumprir a missão, por ausência do vigiado.
- O jornal República insere uma curta notícia, intitulada "LIMITE", com o seguinte teor: "O programa "Limite" que se transmite na Rádio Renascença diariamente entre a meia-noite e as 2 horas, melhorou notoriamente nas últimas semanas. A qualidade dos apontamentos transmitidos e o rigor da seleção musical, fazem de "Limite" um tempo radiofónico de audição obrigatória.
- O major Neves Rosa comunica a Otelo que o último elemento de ligação tinha cumprido a missão.

15h00min
- O encontro decisivo de Carlos Albino com Manuel Tomás (técnico da Rádio Renascença e um dos responsáveis pelo programa Limite que regressara de Moçambique com fama de democrata) para a execução da senha e garantia da sua transmissão.
- Sendo o Limite um programa independente, era obrigado a passar por duas censuras: a da Rádio Renascença e a oficial, esta última corporizada num coronel que acompanhava as emissões em direto e visava previamente os textos.
- Para maior segurança, retiram-se dos estúdios para um local seguro.

15h30min
- Na Igreja de S. João de Brito, simulando rezar, combinam todos os pormenores técnicos da senha.
- Hora e meia mais tarde, os tenentes Baluda Cid, Ramos Cadete e Silva Aparício saem da Escola Prática de Cavalaria e dirigem-se a Lisboa, com a missão de "controlar", "aliciar" alguns oficiais e tentar "inoperacionalizar" algumas viaturas blindadas do Regimento de Cavalaria N.º 7.
- Manuel Tomás convoca Leite de Vasconcelos (um outro responsável pelo referido programa, companheiro de Manuel Tomás em Moçambique), em dia de folga na locução do Limite, para "gravar poemas". Carlos Albino escreve textos para serem visados pelo censor.

17h00min
- Toca à ordem na Escola Prática de Cavalaria. Os tenentes Balula Cid, Ramos Cadete e Silva Aparício saem da EPC e dirigem-se ao Regimento de Cavalaria Nº 7 e Polícia  Militar, na Ajuda, em Lisboa, com a missão de "controlar" , e "aliciar" alguns dos oficiais e tentar "inoperacionalizar" algumas viaturas blindadas destes regimentos.

17h30min
- Os graduados milicianos da Escola Prática de Cavalaria ultimam os preparativos para a operação, designadamente quanto a material e equipamentos.

19h00min
- Os censores na Rádio Renascença autorizam os textos e o seguinte alinhamento do bloco com a duração de 11 minutos: quadra, canção Grândola, quadra, poemas Geografia e Revolução Solar, da autoria de Carlos Albino, e a canção Coro da Primavera.
- Na Rádio Renascença, Leite de Vasconcelos procede à gravação dos textos que lhe são apresentados, desconhecendo o seu objetivo.

20h00min
- A partir do Regimento de Engenharia de Lisboa, instalado no quartel da Pontinha, começam os preparativos para a sublevação das tropas. Na tenda anexa ao Regimento começa a sintonização e captação de sinal para dentro das instalações. As janelas são forradas com cobertores e são organizadas rondas no Regimento para aumentar a segurança dos revoltosos.
- Os oficiais sublevados, entre eles Otelo Saraiva de Carvalho, entram no quartel a fim de fazer desenrolar os acontecimentos. Tenente-Coronel Garcia dos Santos é designado responsável pelas transmissões.
- Otelo entrega ao capitão António Ramos, no Jornal do Comércio, o conjunto de documentos finais e um saco com granadas. Pede-lhe para permanecer toda a noite junto de Spínola, juntamente com outros oficiais de confiança, assegurando-lhe que uma força militar iria garantir a segurança próxima da residência do general, sita na Rua Rafael Andrade, ao Paço da Rainha.
- Os oficiais da Força Aérea (tenente-coronel Sacramento Gomes, majores Costa Neves e Campos Moura e capitães Correia Pombinho, Mendonça de Carvalho, Santos Silva e Santos Ferreira) que constituem o "10º Grupo de Comandos" reúnem-se em frente ao Grill do Hotel Ritz e iniciam a vigilância ao Rádio Clube Português.

21h30min
- Fecha-se a porta de armas da Escola Prática de Cavalaria. Os militares contactados, que haviam saído da unidade, fazem a sua entrada, trajando à civil, para não alertar os elementos da PIDE/DGS que rondam o quartel.
- O tenente miliciano Sousa e Silva, oficial de dia à unidade, é substituído pelo capitão tirocinante Pedro Aguiar, para poder tomar parte na operação.
- É detido, na Figueira da Foz, o comandante da unidade militar do Regimento de Artilharia Pesada N.º 3 (RAP 3), localizado na cidade. É a primeira detenção realizada na sequência da Revolução, horas antes de as tropas avançarem.

21h45min
- O capitão Santos Coelho, do Regimento de Engenharia 1 junta-se aos seus camaradas do 10º grupo de comandos e distribui-lhes armas e munições. Procede, em seguida, à leitura da ordem de operações e à recapitulação das missões.

21h50min
- O tenente miliciano Sousa e Silva, oficial de dia na Escola Prática de Cavalaria é substituído nesta função, para poder tomar parte na operação.
- Otelo regressa ao Regimento de Engenharia N.º 1, onde se farda.

22h00min
- O capitão Salgueiro Maia, que vai comandar a coluna militar da Escola Prática de Cavalaria, na "Operação Fim Regime", dá início a uma breve reunião, no piso dos quartos dos oficiais, para dar a conhecer a Ordem de Operações, distribuir missões e definir detalhes para o desencadear da operação.

22h30min
- No Posto de Comando encontra-se reunido o Estado Maior do Movimento das Forças Armadas, dirigido pelo major Otelo Saraiva de Carvalho e constituído pelos tenentes-coronéis Garcia dos Santos e Nuno Fisher Lopes Pires, major Sanches Osório, capitão Luís Macedo, adjunto operacional, e comandante Vítor Crespo, que assegura a ligação com a Marinha, garantida pela presença permanente do comandante Almada Contreiras no Centro de Comunicações da Armada (CCA). Contam, também, com a colaboração de quatro oficiais do Regimento de Engenharia 1 (Frazão, Máximo, Reis e Cepeda).
- Na Escola Prática de Cavalaria,  é montada segurança reforçada, composta por rondas.

22h48min
- Uma falha técnica suspende, durante alguns minutos, a transmissão dos Emissores Associados de Lisboa, facto que causa natural apreensão nas largas dezenas de militares que aguardam ansiosamente o primeiro sinal para entrar em ação.

22h50min
- Após vários problemas técnicos, Vitor Alves envia para o Major Sanches Osório os quatro comunicados a serem lidos pelo Costa Neves na Rádio Clube. Capitão Luís Macedo encarrega-se de os levar ao Costa Neves.
- O Regimento de Infantaria n.º 1, na altura sediado na Amadora decide não participar na sublevação. Seriam responsáveis pela tomada do Forte de Caxias, pertencentes à PIDE/DGS na altura, e a proteção do General Spínola.
- Nas imediações do Rádio Clube Português, um grupo de oficiais revoltosos, liderados pelo Major Costa Neves, aguarda a primeira senha de modo a tomar o Rádio Clube Português.

22h51min
- Restabelecida a emissão dos Emissores Associados de Lisboa.

22h55min
- É transmitida a canção "E depois do Adeus", de Paulo de Carvalho, pelo jornalista João Paulo Diniz, dos Emissores Associados de Lisboa. Este foi a primeira das senhas previamente combinadas pelos revolucionários para sincronizar as operações.
- A voz de João Paulo Diniz anuncia aos microfones dos Emissores Associados de Lisboa: "Faltam cinco minutos para as vinte e três horas. Convosco, Paulo de Carvalho com o Eurofestival 74 "E Depois do Adeus". Era o primeiro sinal para o início das operações militares a desencadear pelo Movimento das Forças Armadas.[1][2]

23h00min
- Na Escola Prática de Artilharia (EPA), em Vendas Novas, os oficiais do movimento aguardam a primeira senha de modo a tomar o Regimento e começar a movimentação para o Cristo Rei, Almada onde tomariam posições com 6 bocas de fogo e regular o tiro para Monsanto onde achariam que se refugiariam os Ministros do Governo. Os capitães Mira Monteiro e Oliveira Patrício e os tenentes Marques Nave, Cabaças Ruaz, Sales Grade, Andrade da Silva e António Pedro procedem à detenção dos comandante e 2º comandante da unidade, respectivamente coronel Mário Belo de Carvalho e tenente-coronel João Manuel Pereira do Nascimento, ocupam as centrais rádio e telefônica e assumem o controlo do quartel.[1]
- Capitão Mira Monteiro, juntamente com Tenente Cabaças Ruaz e outros oficiais, estavam no escritório do Comandante Belo de Carvalho a discutir a visita do Ministro do Exército no dia seguinte, quando Tenente Andrade e Silva juntamente com outros oficiais do movimento entram armados, de rompante, no escritório.
- Recolhem à Escola Prática de Infantaria (EPI) as forças que se encontravam em exercícios de campo.
- O "10º grupo de comandos" divide-se em equipas, distribuídas por 4 automóveis, para constituir patrulhas destinadas, além de manter a vigilância ao Rádio Clube Português, a observar as principais instalações das Forças de Segurança (GNR, PSP, LP e DGS), e dos quartéis da Calçada da Ajuda (Regimento de Cavalaria 7 e RL 2. No Batalhão de Caçadores n.º 5, o major Cardoso Fontão comunica aos oficiais presentes o que está a acontecer e os objetivo do MFA.
- No destacamento militar da EPC, onde funcionavam três esquadrões de instrução do CSM, o oficial de dia ao destacamento, alferes miliciano Óscar David, é substituído pelo capitão tirocinante Tavares Martins, para ficar liberto para tomar parte da operação.

23h25min
- Capitão António Ramos abandona as instalações do Jornal do Comércio e dirige-se para a residência do general Spínola, aonde acorreram, durante a madrugada, o tenente-coronel Dias de Lima e o major Carlos Alexandre de Morais.
- O capitão Garcia Correia chega à porta de armas da EPC, acompanhado do segundo-comandante, tenente-coronel Henrique Sanches, que nessa noite havia convidado para jantar em sua casa, para o aliciar para o Movimento, tarefa que se veio a revelar infrutífera. O segundo-comandante da EPC, ao constatar que o oficial de dia à unidade já não é o mesmo, dá ordens ao capitão Aguiar para que tire imediatamente o braçal. Não é obedecido. O episódio decorre sob o olhar do capitão Correia Bernardo, oficial da EPC do Movimento, que tinha mandado fazer a troca de oficiais de dia.

23h30min
- Henrique Sanches convoca para o seu gabinete o major Costa Ferreira, os capitães Garcia Correia e Correia Bernardo, o tenente Ribeiro Sardinha e o oficial de dia substituto, capitão Pedro Aguiar. O seu objetivo é demovê-los da ação revolucionária. No entanto, é informado da sua determinação em prosseguir a ação, bem como de todos os oficiais presentes nessa noite na Escola Prática de Cavalaria. O segundo-comandante pede para esses oficiais irem ao seu gabinete.

23h55min
- Aguarda-se ansiosamente que a Rádio Renascença ponha no ar a contra-senha da operação.

## 25 de Abril
00h05min
- Um corte de energia interrompe a emissão da Rádio Renascença.

00h10min
- Retomada a emissão normal na Rádio Renascença, emissora que iria emitir o sinal de arranque.

00h21min
- É dada a segunda senha do movimento , a "senha definitiva" que torna os acontecimentos irreversíveis, quando foi transmitida a leitura gravada da primeira estrofe da canção "Grândola, Vila Morena" de José Afonso, no programa Limite transmitido através da Rádio Renascença.[1] A senha definitiva confirma o início simultâneo das operações em todo o País e comanda o avanço das forças sublevadas sobre os seus objectivos. Em seguida foram lidos dois poemas de Carlos Albino, jornalista do República e um dos responsáveis pelo programa, juntamente com Manuel Tomás, Leite de Vasconcelos e Marcel Almeida. A bobine original da Senha foi doada pelos seus executores à Fundação Mário Soares, onde se encontra.
- No Batalhão de Caçadores 5, em Campolide, Lisboa, são explicadas as diretrizes e ideais do Movimento dos Capitães aos oficiais presentes pelo Capitão Bicho Beatriz, Capitão Camilo, Tenente Mascarenhas e o Major Cardoso Fontão, comandante do Batalhão de Caçadores 5. Duas companhia são preparadas, uniforme de combate pelo Capitão Frederico Morais. O seu objetivo era a ocupação do Quartel-General do Governo Militar de Lisboa e garantir a segurança da Rádio Clube Português na Rua Sampaio e Pina. Capitão Carlos Camilo assume o comando da unidade.

00h30min
- Os militares do MFA ocupam a Escola Prática de Administração Militar. A unidade da Carreira de Tiro da Serra da Carregueira começa a sua movimentação e sublevação ao comando do Capitão Luís Pimentel. O seu objetivo era ocupar a Emissora Nacional.
- Na Escola Prática da Administração Militar, um grupo de capitães e subalternos armados dá voz de prisão ao oficial de dia, alferes miliciano Pinto Bessa, e ao oficial de prevenção, aspirante miliciano Leão. O capitão Gaspar assume provisoriamente as funções de oficial de serviço. O seu objetivo era ocupar a televisão.
- No Campo de Instrução Militar de Santa Margarida (CIMSM) começa-se a encher os carregadores na arrecadação de material de guerra.
- Na Escola Prática de Aeronáutica continua a preparação final do golpe, onde o capitão Santos Silva assumira já o comando, acolitado pelos tenentes Ruaz, Sales Grade e Sousa Brandão.
- Na Escola Prática de Infantaria, os capitães Rui Rodrigues, Aguda e Albuquerque ordenam a formatura da companhia de intervenção, a três bigrupos de cinquenta homens. O capitão Silvério executa o plano de defesa do quartel. Os majores Aurélio Trindade e Cerqueira Rocha convidam o coronel Jasmins de Freitas a aceitar o comando da unidade.[1] O seu objetivo era ocupar o Aeroporto com 2 Companhias.
- Capitão Miquelina Simões sai de Estremoz com 1 Esquadrão para apoiar o Capitão Salgueiro Maia.
- Ferreira Diniz sai da Figueira da Foz com 1000 homens e 1 boca de fogo com destino a Lisboa (previsto chegar a Lisboa à tarde).
- Na Escola Prática de Cavalaria, há uma reunião do segundo-comandante com os oficiais da EPC aderentes ao Movimento, que enchem por completo o gabinete. O seu elevado número apanha de surpresa o segundo-comandante, que insiste em não querer aderir.

00h40min
- No Campo de Tiro da Serra da Carregueira (CTSC) os capitães Oliveira Pimentel e Frederico Morais iniciam a preparação dos homens para levar a bom termo a sua missão: conquistarem a Emissora Nacional.
- O comandante do CIAAC em Cascais, liga de urgência ao oficial de dia da unidade a mandar entrar de prevenção. Minutos depois, tentam entrar no CIAAC, Tenente Ponces de Carvalho e o Tenente Freire de Nogueira, oficiais do Quartel pertencentes ao MFA. Não lhes é permitida a entrada. A PIDE/DGS e o CIAAC tomam conhecimento da sublevação. O seu objetivo era ocupar o Aeródromo de Tires para impedir a fuga dos altos dignitários do Governo.

00h45min
- O capitão Salgueiro Maia propõe que se acabe a reunião, pois ainda há muita coisa a fazer e não se pode perder mais tempo.
- Na Escola Prática de Cavalaria, em Santarém, os oficiais do MFA procuram obter a adesão ao Movimento do tenente coronel Henrique Sanches.[1] Não o conseguindo, procedem à sua detenção. O major Rui Costa Ferreira, como oficial de patente mais elevada, pertencente ao Movimento, assume o comando da unidade.

01h15min
- Os comandantes dos esquadrões de Atiradores, capitão Tavares de Almeida, e de Reconhecimento Blindado, tenente Santos Silva, reúnem-se com os seus graduados.

01h30min
- É tomada a Escola Prática de Cavalaria de Santarém[1], do Capitão Salgueiro Maia, que ao comando de 2 Esquadrões, tem o objetivo de ocupar o Banco de Portugal, a Marconni e o Terreiro do Paço, onde se encontrava o Ministro do Exército.
- A Escola Prática de Engenharia reforçada por 2 Companhias do Capitão Pessoa preparam a sua movimentação no Porto Alto para evitar cortes de sinal.
- Inicia-se a movimentação de tropas em Estremoz, Figueira da Foz, Lamego, Lisboa, Mafra, Tomar, Vendas Novas, Viseu, e outros pontos do país.
- Chega ao Posto de Comando a informação que o Regimento de Infantaria de Castelo Branco toma a neutralidade e não participará.
- No Porto há concentração de unidades no CICA para depois ocupar o Quartel-General do Porto.
- Sai 1 Companhia dos Comandos de Lamego com destino ao Porto, para reforçar as unidades do CICA e 2 Companhias de Viana do Castelo para o mesmo efeito.
- No Regimento de Cavalaria 3 (RC 3), em Estremoz, revela-se problemático o cumprimento da missão: marchar sobre Lisboa com uma coluna de autometralhadoras, estacionando na zona da portagem da Ponte Salazar, aguardando ordens do Posto de Comando. O comandante, coronel Caldas Duarte, mostra-se indeciso e pede tempo para refletir.

01h40min
- Os comandantes de cada esquadrão falam aos seus homens e explicam-lhes o que se está a passar; o capitão Salgueiro Maia, que comanda o Esquadrão Instrução, reúne-se no Anfiteatro General Ribeiro de Carvalho com os cadetes do Curso de Oficiais Milicianos e os instruendos do Curso de Sargentos Milicianos.
- Todos os militares, particularmente os milicianos em instrução, aderem ao Movimento e querem seguir para Lisboa. A dificuldade é que entre os cerca de 800 homens da EPC só podem ir perto de 240 na coluna.

02h00min
- Regimento de Infantaria 14, em Viseu, inicia-se a preparação da companhia que vai seguir para a Figueira da Foz, onde se juntará a outras unidades em ação (RI 10, CICA 2, RAP 3) com vista a constituir o agrupamento "November".
- A companhia de intervenção a três bigrupos comandada pelo capitão Rui Rodrigues abandona a Escola Prática de Infantaria, em Mafra, para seguir por Malveira, Loures, Frielas e Camarate até ao Aeroporto da Portela, que deverá ocupar e defender.
- No Batalhão de Caçadores 5 o major Cardoso Fontão manda distribuir armas, munições e aparelhos de rádio e formar as companhias. Do CTSC saem duas viaturas pesadas e um jipe, com um total de 47 homens, e dirigem-se para o seu objetivo.

02h30min
- Os capitães Dinis Almeida e Fausto Almeida Pereira executam vitoriosamente o plano de controlo do Regimento de Artilharia Pesada 3 (RAP 3), na Figueira da Foz, neutralizando os subalternos milicianos em serviço.
- Almeida Pereira abre o portão da unidade aos oficiais da Escola Central de Sargentos (ECS) de Águeda.
- Forças da Escola Prática de Infantaria iniciam a ocupação dos pontos chave de Mafra, assegurando o domínio da vila e dos respectivos acessos.

02h40min
- Forças da Escola Prática de Engenharia (EPE) saem de Tancos para se dirigirem à ponte da Golegã-Chamusca, e aí se juntarem às Companhias de Caçadores 4241/73 e 4246/73 oriundas de Santa Margarida.

02h50min
- Uma coluna da Escola Prática da Administração Militar, num total de cerca de cem homens, montados em duas viaturas ligeiras e três pesadas, comandada pelo capitão Teófilo Bento, inicia a curta marcha em direção ao objetivo.

03h00min
- Rádio Televisão Portuguesa (R.T.P.) - Mónaco na linguagem cifrada dos militares revoltosos - é tomada de assalto pela força da Escola Prática da Administração Militar. As 16 viaturas militares, precedidas de um automóvel de exploração civil, que constituíam a força da Escola Prática da Armada, composta por uma bateria de artilharia (BTR 8,8) e uma companhia de artilharia motorizada comandadas, respectivamente, pelos capitães Oliveira Patrício e Mira Monteiro cruzam a porta da unidade e partem de Vendas Novas em direção a Lisboa.
- Uma bateria de artilharia (BTR 10,5) da EPA, comandada pelo capitão Duarte Mendes, ocupa posições a cavaleiro das estradas de Montemor-o-Novo e Lavre, assegurando a interdição destes eixos viários e garantindo a segurança próxima da unidade.
- Abrem-se os portões do quartel do BC 5 dando saída a duas companhias operacionais. O major Campos Moura e o capitão Correia Pombinho, encarregues de assinalar a saída dos homens do BC 5 e que aguardam na viatura do primeiro, escondida por detrás de sebes fronteiras ao Estabelecimento Prisional de Lisboa, partem de imediato para informar o 10º "Grupo de Comandos" do facto.
- Em Lamego, no Centro de Instrução de Operações Especiais (CIOE), o seu comandante, tenente-coronel Sacramento Marques dá ordem de saída a uma companhia de tropas especiais que, após cinco horas de percurso, entrará no Porto.
- Uma força do CICA 1, comandada pelo tenente-coronel Carlos Azeredo, penetra no Quartel-General da Região Militar do Porto (QG/RMP), transformando-o no posto de comando das forças em operações na Região Norte.
- A coluna militar da EPC está pronta para partir e dar início à Operação Fim Regime.

03h07min
- Encontro do 10º "grupo de comandos" com a segunda companhia do BC 5, comandada pelo tenente Mascarenhas, na confluência da rua Castilho com a Sampaio Pina. O major Fontão estabelece contacto proferindo a senha "Coragem!" a que o capitão Mendonça de Carvalho responde com "Pela Vitória!" (contra-senha).

03h12min
- Efetuada a junção com êxito, encaminham-se para a entrada do Rádio Clube Português que o porteiro Alcino Leal virá a abrir, dando entrada a oito oficiais, sete dos quais armados com pistolas Walther P38. Estava conquistado sem incidentes o Rádio Clube Português, tendo o capitão Santos Coelho informado, de seguida, o Posto de Comando de que México passara para as mãos do MFA.

03h14min
- O tenente-coronel Henrique Sanches, até então segundo-comandante da EPC, assiste, da janela do seu gabinete, na companhia do capitão Garcia Correia (encarregue de o vigiar) ao ultimar da preparação e à saída das tropas para Lisboa.

03h15min
- A coluna do CTSC, comandada pelos capitães Frederico Morais e Oliveira Pimentel, chega à Emissora Nacional (E.N.) e ocupa a estação de rádio oficial. Tóquio viera completar o domínio de três objetivos fundamentais na área da comunicação social.
- As Companhias de Caçadores (CCAÇ) 4241/73 e 4246/73 encontram-se com a EPE. A CCAÇ 4241/73 marcha para o centro emissor do Rádio Clube Português, No Porto Alto; a CCAÇ 4246/73 dirigir-se-á a Vila Franca de Xira para dominar a Ponte Marechal Carmona e a EPE seguirá para Lisboa a fim de ocupar posições de defesa na Casa da Moeda. Os acontecimentos sucedem-se agora a um ritmo alucinante.
- No posto de comando do MFA é interceptada uma conversa telefônica entre o general Andrade e Silva, ministro do Exército e o Prof. Silva Cunha, ministro da Defesa, trocam impressões sobre a situação geral, revelando que tinham conhecimento de que se preparava um jantar importante de caráter conspiratório, mas que a DGS vigiava os oficiais.
- O primeiro membro do governo, entre outras considerações, afirma que "A situação está sem alteração e perfeitamente sob controlo...está tudo sossegado e não há qualquer problema em qualquer ponto do País." A chamada é interrompida porque o responsável máximo da DGS se encontrava noutro telefone para falar com o ministro da Defesa.
- A força da EPC - com 10 viaturas blindadas, 12 viaturas de transporte de tropas, duas ambulâncias e um jipe e precedida por uma viatura civil, com três oficiais milicianos, comandada pelo capitão Salgueiro Maia, cruza a porta da unidade e sai de Santarém em direção a Lisboa.
- A primeira companhia do BC 5, comandada pelo capitão Bicho Beatriz, toma posições de cerco ao Quartel General da Região Militar de Lisboa (QG/RML). O oficial de serviço, aspirante Silva, informa o chefe do Estado-Maior, coronel Duque, da situação.
- Inicia-se, a partir de então, de acordo com a cadeia hierárquica, o processo de prevenção dos principais responsáveis das Forças Armadas. Carlos Albino e Manuel Tomás retiram-se das instalações da Rádio Renascença. Surge o primeiro alarme oficial das forças governamentais sobre a eclosão do Movimento, na cidade do Porto: o coronel Santos Júnior, comandante da PSP local, informa o Comando da GNR da tomada do QG/RMP pelos revoltosos.
- Os ministros da Defesa e do Exército retomam o diálogo telefónico, acabando por concluir que o Presidente da República, nesse dia, "pode deslocar-se à vontade, porque, por lá (Tomar), está tudo calmo".
- A coluna do RI 10 de Aveiro, comandada pelo capitão Pizarro, chega aos portões do RAP 3.
- O coronel Sílvio Aires de Figueiredo, comandante da última unidade, é detido, nessa altura, pelo capitão Dinis Almeida.
- Decorrerá ainda algum tempo até que se constitua o Agrupamento Norte: a coluna do RAP 3 demora a formar, é preciso municiar as tropas chegadas de Aveiro, aguarda-se que cheguem as forças do Centro de Instrução de Condução Auto 2 (CICA 2) da Figueira da Foz e do RI 14 de Viseu. A companhia do RI 14 autotransportada, comandada pelo capitão Silveira Costeira, constituída por 4 viaturas pesadas, 1 ambulância e 1 viatura de exploração civil, sai do quartel passando por Tondela, Santa Comba Dão, Luso, Anadia e Cantanhede.
- O Posto de Comando toma conhecimento que foi quebrado o fator surpresa. O documento onde são anotadas as escutas telefónicas, intitulado A Fita do Tempo, regista: "Concentração que avança sobre Lisboa. Ele (Min. Ex?) vai já para lá (?)".

03h20min
- A força militar da Escola Prática de Cavalaria – dez viaturas blindadas, 12 viaturas de transporte de tropas, duas ambulâncias, um jipe (do comando) e uma viatura civil, com três oficiais milicianos, a abrir o caminho – arranca em direcção a Lisboa.

03h30min
- Os militares do MFA do Batalhão Caçadores 5 iniciam o cerco ao Quartel-General da Região Militar de Lisboa, em São Sebastião da Pedreira com o Comando do Major Cardoso Fontão. Aspirante Teixeira é o Comandante do Pelotão ao assalto do Quartel General da Região Militar de Lisboa.

03h59min
- Coluna comandada pelo Capitão Teófilo Bento entra na RTP, no Lumiar, ocupa as instalações depois de desarmar os guardas da PSP, e monta o dispositivo de defesa. Teófilo Bento comunica para o PC: "Acabamos de ocupar Mónaco sem incidentes".

04h00min
- A ausência de notícias da coluna da EPI, que ainda não conquistara o Aeroporto, conduz ao adiamento da transmissão do primeiro comunicado inicialmente prevista para as 4 horas.
- Um pelotão do BC 5 desloca-se para a residência de António de Spínola, a fim de garantir a sua segurança.
- O programa "A noite é nossa", do Rádio Clube Português deixa de transmitir publicidade, passando a emitir apenas música.
- O general Eduardo Martins Soares, comandante da RMP, apela aos coronéis Rui Mendonça, comandante do RI 8, e Carneiro de Magalhães, comandante do RI 13, ambos de Braga, para avançarem sobre o Porto e libertarem o QG das mãos dos insurrectos. Nos dois casos, os oficiais das unidades recusam-se a cumprir tais ordens.
- O governador da Região Militar de Lisboa reúne-se com o corpo do seu Estado-Maior de emergência máxima na residência do respectivo subchefe.
- PSP e DGS são avisados que devem retirar em torno da RTP, como não obedecem, é dada a ordem para efectuar rajadas de G3 para ao ar. A PSP retira.

04h15min
- O regime reagiu, com o ministro da Defesa a ordenar a forças sediadas em Braga para avançarem sobre o Porto, com o objectivo de recuperar o Quartel-General, mas estas forças tinham aderido ao MFA e ignoraram as ordens.
- No Grupo de Artilharia Contra Aeronaves 2 (GACA 2) de Torres Novas os capitães do Quadro Permanente, Pacheco, Dias Costa e Ferreira da Silva, conseguem a adesão dos tenentes milicianos comandantes de companhias mobilizadas para o Ultramar e que aguardam embarque.
- Dá-se a rendição do QG/RML. O major Cardoso Fontão comunica ao posto de comando que Canadá fora ocupado sem incidentes. Forças do CICA 1 detêm, à saída da sua residência, o chefe do Estado-Maior do Q.G./R.M.N., coronel Ramos de Freitas.

04h20min
- A coluna da EPI, comandada pelo capitão Rui Rodrigues, assume o controlo do Aeródromo Base nº 1 (Figo Maduro) e do Aeroporto de Lisboa. O capitão Costa Martins emite um comunicado NOTAM, interditando o espaço aéreo português e desviando o tráfego para os aeroportos de Las Palmas e Madrid. Nova Iorque encontra-se sob o controlo do Movimento. Em resposta a um telefonema de Silva Cunha, a mulher do Ministro do Exército informa-o que "O Alberto saiu agora de casa".
- Às 4 horas e 20 minutos o Aeroporto Militar de Figo Maduro (Aeródromo de Trânsito nº. 1), adjacente ao Aeroporto de Lisboa, foi ocupado por um só homem, o capitão piloto-aviador Costa Martins. Controlado o AT1, com o bluff de que se encontrava cercado por uma Companhia da Escola Prática de Infantaria, o capitão Costa Martins dirigiu-se à torre de controlo do aeroporto de Lisboa, com o mesmo bluff e deu ordens de encerrar todo o trafego aéreo instruindo o ATC no sentido de divulgar um comunicado NOTAM que oficializou o encerramento da FIR de Lisboa e de todos os sobrevoos e operações aéreas civis em Portugal.

04h26min
- Leitura do primeiro comunicado do MFA, pela voz do jornalista Joaquim Furtado, aos microfones do Rádio Clube Português:

Aqui posto de comando do Movimento das Forças Armadas.
As Forças Armadas portuguesas apelam para todos os habitantes da cidade de Lisboa no sentido de se recolherem a suas casas, nas quais se devem conservar com a máxima calma. Esperamos sinceramente que a gravidade da hora que vivemos não seja tristemente assinalada por qualquer acidente pessoal, para o que apelamos para o bom senso dos comandos das forças militarizadas, no sentido de serem evitados quaisquer confrontos com as Forças Armadas. Tal confronto, além de desnecessário, só poderia conduzir a sérios prejuízos individuais que enlutariam e criariam divisões entre os portugueses, o que há que evitar a todo o custo. Não obstante a expressa preocupação de não fazer correr a mínima gota de sangue de qualquer português, apelamos para o espírito cívico e profissional da classe médica, esperando a sua acorrência aos hospitais, a fim de prestar a eventual colaboração, que se deseja, sinceramente, desnecessária.
- Após a leitura do comunicado, foi tocada A Portuguesa, prosseguindo a emissão com a passagem de marchas militares, entre as quais a marcha "A Life on the Ocean Waves" de Henry Russell (1812-1900), que haveria de ser adoptada como hino do MFA.
- O governador da Região Militar de Lisboa reúne-se com o corpo do seu Estado-Maior de emergência máxima na residência do respectivo subchefe.

04h45min
- Leitura do segundo comunicado do MFA, na antena do Rádio Clube Português:

A todos os elementos das forças militarizadas e policiais o comando do Movimento das Forças Armadas aconselha a máxima prudência, a fim de serem evitados quaisquer recontros perigosos. Não há intenção deliberada de fazer correr sangue desnecessário, mas tal acontecerá caso alguma provocação se venha a verificar.
Apelamos, portanto, para que regressem imediatamente aos seus quartéis, aguardando as ordens que lhes serão dadas pelo M. F. A.
Serão severamente responsabilizados todos os comandos que tentarem por qualquer forma conduzir os seus subordinados à luta com as Forças Armadas.
- Maior parte das unidades segue o Movimento.

04h50min
- Após uma viagem sem problemas, a coluna da EPC passa na portagem da auto-estrada em Sacavém.

05h15min
- É lido o terceiro comunicado do MFA:

Para que a gravidade da hora que vivemos não seja tristemente assinalada por qualquer acidente pessoal, apelamos para o bom senso dos comandos das Forças Militarizadas no sentido de serem evitados confrontos com as Forças Armadas. Tal confronto, além de desnecessário, só poderá conduzir a sérios prejuízos individuais que enlutariam e criariam divisões entre os portugueses, o que há que evitar a todo o custo. Não obstante a expressa preocupação de não fazer correr a mínima gota de sangue de qualquer português, apelamos para o espírito cívico e profissional da classe médica, esperando a sua ocorrência aos hospitais a fim de prestar a sua eventual colaboração, que se deseja sinceramente desnecessária.
A todos os elementos das Forças Militarizadas e policiais, o Comando do Movimento das Forças Armadas aconselha a máxima prudência, a fim de serem evitados quaisquer recontros perigosos. Não há intenção deliberada de fazer correr sangue desnecessariamente, mas tal acontecerá caso alguma provocação se venha a verificar.
Apelamos, portanto, para que regressem imediatamente aos seus quartéis, aguardando as ordem que lhes serão dadas pelo Movimento das Forças Armadas. Serão severamente responsabilizados todos os comandos que tentarem por qualquer forma conduzir os seus subordinados à luta com as Forças Armadas.
Informa-se a população de que, no sentido de evitar todo e qualquer incidente ainda que involuntário, deverá recolher a suas casas, mantendo absoluta calma. A todos os elementos das forças militarizadas, nomeadamente às forças da G.N.R. e P.S.P. e ainda às Forças da Direcção-Geral de Segurança e Legião Portuguesa, que abusivamente foram recrutadas, lembra-se o seu dever cívico de contribuírem para a manutenção da ordem pública, o que, na presente situação, só poderá ser alcançado se não for oposta qualquer reacção às Forças Armadas. Tal reacção nada teria de vantajoso, pois conduziria a um indesejável derramamento de sangue, que em nada contribuiria para a união de todos os portugueses. Embora estando crentes no bom senso e no civismo de todos os portugueses, no sentido de evitarem todo e qualquer recontro armado, apelamos para que os médicos e o pessoal de enfermagem se apresentem em todos os hospitais para uma colaboração que fazemos votos seja desnecessária.

- No Quartel-General da Região Militar de Évora (QG/RME) é recebida ordem do Ministério do Exército para entrar de prevenção rigorosa. Marcello Caetano recebe um telefonema do diretor-geral da PIDE/DGS, major Silva Pais, que lhe comunica estar a Revolução na rua, sendo a situação muito grave, pelo que se tornava necessário que o Presidente do Conselho se refugiasse no Quartel do Comando-Geral da GNR no Largo do Carmo.
- O apoio popular será determinante no desenrolar dos acontecimentos.
- O general Nascimento telefona ao recém-nomeado CEMGFA, general Luz Cunha, a informá-lo que "está muita tropa na rua e é preferível seguir para aqui". O general Viotti de Carvalho, vice-chefe do Estado-Maior do Exército (EME) determina ao comandante da EPTm para proceder à escuta das comunicações militares e as relatasse para o Estado-Maior. No entanto, há largas horas que a referida unidade militar desempenhava aquela missão, mas a favor do MFA.
- O ministro do Exército ordena ao RI 6, do Porto, que liberte o Q.G./R.M.P, determinação que não será cumprida, uma vez que a unidade era afeta ao MFA.

05h18min
- A coluna chega ao Campo Grande e pára nos semáforos do cruzamento da Cidade Universitária. O capitão Salgueiro Maia, irritado com o ridículo da situação, manda avançar e dá ordem para não haver mais paragens até ao Terreiro do Paço.

05h30min
- No cruzamento da Av. Fontes Pereira de Melo com a Avenida António Augusto de Aguiar, os militares da Escola Prática de Cavalaria deparam-se com uma força da polícia de choque que se afasta à passagem da coluna militar.

05h45min
- A coluna ocupa o Terreiro do Paço, local onde se encontram tropas da Polícia Militar a guardar os vários ministérios ali instalados.

06h00min
- O Comando Territorial do Algarve (CTA) ordena a entrada em prevenção rigorosa das suas três unidades.
- O ministro do Exército determina ao general Carvalhais que se ocupe da proteção dos CTT, Águas e Eletricidade.
- O ministro do Exército telefona ao coronel Romeiras Júnior, e ordena-lhe que "veja se consegue salvar esta coisa, pois estamos todos cercados", recebendo a resposta que as forças daquela unidade iam a caminho e já se encontravam na Avenida 24 de Julho.
- O Quartel-General da Região Militar de Tomar (QG/RMT) ordena às unidades que passem ao estado de prevenção rigorosa. Mas já há algumas horas que forças de Tancos (EPE), de Santa Margarida (CCAC 4241 e 4246) e de Santarém se movimentam em apoio do MFA. A companhia do GACA 2 de Torres Novas, na qual ocorrera uma viragem da situação (de força inimiga passa a apoiante), ocupa o Quartel e irá conseguir resistir a todas as ameaças, apesar de se manter sem contactos com o Posto de Comandos do MFA até às 20 horas do dia 26.
- Os militares da EPC cercam os ministérios, a Câmara Municipal de Lisboa, o Governo Civil (acessos), o Banco de Portugal, a Rádio Marconi e outros pontos estratégicos da Baixa lisboeta, isolando a zona. Através da rede rádio, é comunicado por "maior de Charlie Oito [Salgueiro Maia]" ao Posto de Comando: "Ocupámos Toledo [Terreiro do Paço] e controlamos Bruxelas e Viena [Banco de Portugal e Rádio Marconi]."

06h20min
- O alferes miliciano David e Silva chega ao Terreiro do Paço comandando um pelotão de AML/Chaimites reforçado com Panhards do RC 7, favorável ao Governo.

06h25min
- O Alferes miliciano David e Silva, após breve conversa com o capitão Salgueiro Maia, coloca a sua força às ordens de Salgueiro Maia. A mesma atitude será tomada por dois pelotões do Regimento de Lanceiros 2 (RL 2) que guardam o Ministério do Exército, à exceção de sete elementos que virão a possibilitar a fuga aos membros do Governo aí refugiados. O ministro do Exército pede ao general da FA Henrique Troni para "mandar dois aviões sobrevoar o Terreiro do Paço".

06h30min
- Soa o alarme na Força Aérea. O Comando da I Região Aérea ordena ao Comandante do Regimento de Caçadores Pára-quedistas que faça deslocar para Monsanto uma força de pára-quedistas. Fausto Marques, depois de algumas diligências, acaba por recusar cumprir a ordem, aguardando o esclarecimento da situação e cumprindo a sua promessa de não actuar contra as forças do Movimento.

06h37min
- Por volta desta hora sabe-se no Posto de Comando da Pontinha que Marcello Caetano se encontra refugiado no Quartel do Carmo, onde funciona o Comando Geral da Guarda Nacional Republicana.

06h45min
- Sintetizando os anteriores, surge o quarto comunicado alertando que a situação não se encontra ainda totalmente controlada:

Aqui Posto de Comando do Movimento das Forças Armadas.
Atenção elementos das forças militarizadas e policiais. Uma vez que as Forças Armadas decidiram tomar a seu cargo a presente situação, será considerado delito grave qualquer oposição das forças militarizadas e policiais às unidades militares que cercam a cidade de Lisboa. A não obediência a este aviso poderá provocar um inútil derramamento de sangue, cuja responsabilidade lhes será inteiramente atribuída. Deverão, por conseguinte, conservar-se dentro dos seus quartéis até receberem ordens do Movimento das Forças Armadas. Os comandos das forças militarizadas e policiais serão severamente responsabilizados, caso incitem os seus subordinados à luta armada.
- O Ministro do Exército ordena ao comandante do Regimento de Cavalaria 7 (RC 7), coronel António Romeiras Júnior, que, com os carros de combate M47, tome posições em Vale de Cavalos para deter uma coluna da EPC que fora "referenciada no Cartaxo" e que "vem a caminho de Lisboa".
- Uma força do CICA 1 ocupa o centro emissor de Miramar (Porto) do Rádio Clube Português.
- A bateria de obuses do Regimento de Artilharia Pesada 2 de Vila Nova de Gaia toma posição em ambas as entradas da Ponte da Arrábida, no Porto, dando acesso unicamente às "forças amigas" (do MFA). Uma força do RL 2, comandada pelo tenente Ravasco, tenta, sem êxito, recuperar o QG/RML.

07h00min
- Os oficiais da Polícia Militar que se encontram no Terreiro do Paço põem-se às ordens do capitão Salgueiro Maia. O comandante da 1.ª Divisão da PSP e figura da brutalidade do regime deposto, capitão Maltez,[3] também se colocou às ordens de Maia, recebendo instruções para orientar e desviar o trânsito para o Rossio e montar o dispositivo de alteração de tráfego em toda a Baixa lisboeta.
- "Estamos aqui para derrubar o Governo" declara Salgueiro Maia ao jornalista Adelino Gomes.
- Forças da EPA de Vendas Novas, comandadas pelos capitães Patrício e Mira Monteiro, ocupam a colina do Cristo-Rei, em Almada (com o nome de código Londres). Surge no Terreiro do Paço, do lado da Ribeira das Naus, um pelotão de reconhecimento Panhard do RC 7, orientado pelo seu 2º comandante, tenente-coronel Ferrand de Almeida que, perante o dilema de ter de disparar ou de se render, opta por esta última posição, sendo preso.
- Uma coluna do RC 3 de Estremoz, sob o comando do capitão Andrade Moura e Alberto Ferreira, sai do Quartel e dirige-se a Setúbal, a fim de atingir a Ponte Salazar. Juntam-se-lhe os capitães Miquelina Simões e Gastão Silva, colocados no Regimento de Lanceiros N.º 1 de Elvas, na sequência do frustrado golpe das Caldas.
- O Agrupamento Norte, envolvendo, nesta altura, forças do RAP 3 e CICA 2 da Figueira da Foz e do RI 10 de Aveiro sai a porta de armas do Quartel e mete-se à estrada em direção a Leiria.
- O RI 14 de Viseu chega à Figueira da Foz e integra as forças do Agrupamento Norte muito antes da sua chegada a Leiria, assumindo o comando o capitão Gertrudes da Silva.

07h30min
- Quinto comunicado do MFA:

Aqui posto de comando das Forças Armadas.
Conforme tem sido transmitido, as Forças Armadas desencadearam, na madrugada de hoje, uma série de acções com vista à libertação do País do regime que há longo tempo o domina.
Nos seus comunicados as F. A. têm apelado para a não intervenção das forças policiais, com o objectivo de se evitar derramamento de sangue. Embora este desejo se mantenha firme, não se hesitará em responder, decidida e implacavelmente, a qualquer oposição que se venha a manifestar.
Consciente de que interpreta verdadeiros sentimentos da Nação, o M. F. A. prosseguirá na sua acção libertadora, e pede à população que se mantenha calma e que recolha às suas residências.
Viva Portugal.
- É detido, nas imediações do Rádio Clube Português, o tenente-coronel Chorão Vinhas, comandante interino do BC 5.
- Uma segunda coluna da EPC, constituída por cinco carros de combate (2 M47 e 3 M24) e dois pelotões de atiradores (cerca de 60 homens), comandada pelo capitão Correia Bernardo, atinge o perímetro de Santarém, pronta para avançar para Lisboa em apoio da coluna de Salgueiro Maia. A evolução favorável dos acontecimentos acabou por tornar desnecessária tal medida.
- A Companhia de Caçadores (CCAÇ 4241/73) ocupa o centro emissor do Rádio Clube Português, em Porto Alto.
- Os capitães Glória Alves e Ferreira Lopes, à frente de um pelotão do Centro de Instrução de Condução Auto 5 (CICA 5) de Lagos, ocupam o centro retransmissor de Fóia.

08h00min
- Verifica-se o corte de energia ao centro emissor do Rádio Clube Português pelo Comandante da Legião Portuguesa, em Porto Alto, que passa a funcionar com o gerador de emergência.
- A Companhia do CIOE, comandada pelo capitão Delgado da Fonseca, chega à cidade do Porto, dirigindo-se ao CICA 1.
- O Chefe do Estado Maior General das Forças Armadas, general Luz Cunha, informa o chefe do Estado-Maior do Exército (CEME), general Paiva Brandão, que pretende utilizar meios da Escola Prática do Serviço de Material (EPSM) para tomar posições e libertar o AB 1. "Irem pela autoestrada e tomarem a estrada secundária. Terem cuidado com o Comandante dessa força porque a entrega do Ferrand o deixou muito em baixo".

08h15min
- Uma força da GNR (do Quartel do Carmo) toma posição no Campo das Cebolas. A tentativa é envolver as forças da EPC a partir daquele ponto. Saíram do Carmo 12 Land Rover que desceram até à Praça da Figueira e atingiram o seu objectivo através da Rua da Madalena.

08h20min
- Os GNR tentam uma penetração até ao Terreiro do Paço, pela Rua da Alfândega, mas, após um breve diálogo com Salgueiro Maia, o comandante da força é convencido a abandonar o local, pois a disparidade de meios não lhe dá qualquer hipótese.

08h30min
- Uma força da PSP chega ao Terreiro do Paço, vinda de Santa Apolónia. Também não tenta sequer entrar em confronto com as tropas de Salgueiro Maia.

08h45min
- Sexto comunicado do MFA, desta vez aos microfones da Emissora Nacional:

As Forças Armadas iniciaram uma série de acções com vista à libertação do País do regime que há longo tempo o domina. Nos seus comunicados, as Forças Armadas têm apelado para a não intervenção das forças policiais, com o objectivo de se evitar derramamento de sangue. Embora este desejo se mantenha firme, não se hesitará em responder, decidida e implacavelmente, a qualquer oposição que venha a manifestar-se. Consciente de que interpreta os verdadeiros sentimentos da nação, o movimento das Forças Armadas prosseguirá na sua acção libertadora e pede à população que se mantenha calma e que recolha às suas residências.
Viva Portugal!
- Uma coluna de nove viaturas militares da EPE de Tancos estaciona no centro emissor do Rádio Clube Português, a fim de reforçar a sua defesa. Mais tarde segue para Lisboa onde ocupa a Casa da Moeda, seu objetivo inicial.

09h00min
- Com a balança a pender cada vez mais para as forças revoltosas, o país toma consciência das horas históricas que estão a ser vividas.
- A fragata Almirante Gago Coutinho, comandada pelo capitão de fragata Seixas Louçã, toma posição no Tejo, em frente ao Terreiro do Paço, intimidando diretamente as forças de Salgueiro Maia.
- A artilharia do Movimento, já estacionada no Cristo-Rei, recebe ordens do Posto de Comando para afundar a fragata no caso desta abrir fogo. O vaso de guerra terá recebido ordem do vice-chefe do Estado-Maior da Armada, almirante Jaime Lopes, "para se preparar para abrir fogo". A ordem de disparar nunca chegou.
- O major Cardoso Fontão detém, nas imediações do Q.G./R.M.L., o brigadeiro Serrano que, no 16 de Março, comandara o cerco ao RI 15.

09h15min
- Uma força da EPC, com uma AML Autometralhadora Ligeira (morteiro de 60 mm) e uma ETI/Panhard, comandadas pelo alferes Sequeira Marcelino e pelo aspirante Pedro Ricciardi, vão reforçar o cerco ao Quartel-General da Região Militar de Lisboa, em São Sebastião da Pedreira.

09h30min
- Chega à residência de Spínola o médico Carlos Vieira da Rocha, amigo do general e proprietário do automóvel Peugeot que os haveria de transportar, no final da tarde, ao Quartel do Carmo.

09h35min
- Chega ao Terreiro do Paço uma força comandada pelo brigadeiro Junqueira dos Reis, 2º comandante da RML, constituída por 4 CC/M47, uma companhia de atiradores do Regimento de Infantaria 1 e alguns pelotões da Polícia Militar. A partir do Largo do Corpo Santo, dois dos carros de combate, comandados pelo major Pato Anselmo, tomam posições na Ribeira das Naus, enquanto os outros dois, sob o comando do coronel Romeiras Júnior, penetram na Rua do Arsenal.
- Em muitas cidades, em especial, em Lisboa, há cada vez mais pessoas na rua.

09h40min
- Os ministros da Defesa, da Informação e Turismo, do Exército, da Marinha, o chefe do Estado-Maior-General das Forças Armadas, o governador militar de Lisboa, o subsecretário de Estado do Exército e o almirante Henrique Tenreiro fogem pelas traseiras do Ministério do Exército, mandando abrir um buraco na parede, que dá para a biblioteca do ministério da Marinha. Entram numa viatura protegidos por um dos M47. A carrinha leva-os para o Regimento de Lanceiros 2, onde instalam o Posto de Comando das tropas leais ao Governo.

09h45min
- Salgueiro Maia, com a chegada dos carros de combate de Cavalaria 7, ordena ao tenente miliciano Sousa e Silva que mande colocar todas as viaturas de transporte da EPC viradas para Santa Apolónia, para precaver a hipótese de uma eventual retirada para Santarém.

10h00min
- O tenente Alfredo Assunção, da EPC, empreende uma tentativa de negociação com o coronel Romeiras Júnior e o brigadeiro Junqueira dos Reis. Este oficial-general agride com três chapadas o emissário dos revoltosos que responde com continência e uma rígida posição de sentido. O brigadeiro manda, em seguida, abrir fogo sobre ele, não sendo obedecido pelo alferes miliciano Fernando Sottomayor, por intervenção direta do coronel Romeiras. Assunção regressa, então, para junto das suas tropas. Salgueiro Maia, que se encontrava entre a esquina do Ministério do Exército e o muro para o rio Tejo, pede que alguém viesse até meio caminho para falar. Sottomayor recebe ordem de prisão do brigadeiro.

10h06min
- Junqueira dos Reis ordena ao cabo apontador José Alves Costa que abra fogo. Este diz: "Vou ver se consigo, mas eu não sei..." O brigadeiro responde: "Ou dá fogo, ou meto-lhe um tiro na cabeça!" O cabo fecha-se dentro do carro de combate e não volta a sair. Junqueira dos Reis dirige-se para a Rua do Arsenal. Ordena aos cabos que abram fogo, mas estes também recusam fazê-lo.

10h10min
- Chega ao Terreiro do Paço o tenente-coronel Correia de Campos, enviado do Posto de Comando da Pontinha, com a missão de coordenar as operações.

10h15min
- Um grupo de comandos, que integrava Correia de Campos e o major Jaime Neves, passa revista ao Ministério do Exército e confirma a fuga dos ministros que tinha por missão prender. Dão voz de prisão ao chefe de gabinete do ministro do Exército e ao chefe de gabinete do subsecretário de Estado.

10h20min
- O capitão Tavares de Almeida, o major Jaime Neves e os alferes milicianos Maia Loureiro e David e Silva negoceiam a rendição do major Pato Anselmo, na Ribeira das Naus. Depois de algumas tentativas infrutíferas para a rendição do major Pato Anselmo, na Ribeira das Naus, esse intento é alcançado por um civil, o ex-alferes miliciano Fernando Brito e Cunha, que atua às ordens de Correia de Campos. Os dois carros de combate e as tropas que os seguiam passam-se para o lado dos revoltosos, ficando sob o comando de Salgueiro Maia.

10h30min
- Na Rua do Arsenal, entretanto, os tenentes Alfredo Assunção e Santos Silva, da EPC, e o furriel J. Nunes, do RC7, tentam negociar com o brigadeiro Junqueira dos Reis e com o coronel Romeiras Júnior, comandante do Regimento de Cavalaria 7.

10h40min
- O Agrupamento Norte, comandado pelo capitão Gertrudes da Silva, atinge Peniche de modo a ocupar o Forte. Face à resistência da PIDE/DGS, a companhia do CICA 2 e duas secções de obuses do RAP 3 montam cerco àquele objetivo, seguindo o grosso da coluna para Lisboa.
- Face à perda de metade da sua coluna, o 2º comandante da RML transfere o CC/M47 do alferes miliciano Fernando Sottomayor (RC 7) para a Ribeira das Naus.
- Seguidamente, o brigadeiro Junqueira dos Reis ordena-lhe que abra fogo sobre Salgueiro Maia, quando este se encontra entre a esquina do Ministério do Exército e o muro para o rio Tejo, numa tentativa para obter a rendição do remanescente às forças fiéis ao governo. O oficial miliciano recusa-se a obedecer, sendo detido e transferido para o RL2.
- Junqueira dos Reis ordena, sem sucesso, aos soldados que abram fogo. Perante a desobediência generalizada, o oficial-general dá dois tiros para o ar e dirige-se para a Rua do Arsenal, onde se encontra o carro de combate do comandante do RC 7.
- O brigadeiro Junqueira dos Reis, como já havia feito na Ribeira das Naus, manda abrir fogo sobre o tenente Alfredo Assunção. Volta a não ser obedecido pelos militares, devido a interferência directa do coronel Romeiras Júnior.

11h00min
- Incapaz de se fazer obedecer, o 2º governador militar de Lisboa conserva as forças que lhe restam nas posições que ocupavam, não tomando, naquela altura, mais nenhuma iniciativa. O governo consegue cortar a emissão em FM do Rádio Clube Português, desligando o comutador de Monsanto.
- É detido, por forças do BC 5, nas instalações do Quartel Mestre General, o seu responsável, general Louro de Sousa.
- As unidades estacionadas no Terreiro do Paço dividem-se, avançando: a Escola Prática de Cavalaria para o Quartel do Carmo, sendo, ao longo de todo o percurso, aclamada entusiasticamente pela população.
- A população toma a iniciativa de levar cravos vermelhos que oferece aos soldados. Ao longo do dia, milhares de cravos foram distribuídos e as forças militares fiéis ao Movimento das Forças Armadas passaram a ostentar os canos das metralhadoras com o cravo vermelho.
- Forças dos Regimentos de Cavalaria 7, Lanceiros 2 e Infantaria 1 - que contavam com 16 blindados - comandadas por Jaime Neves e pelos tenentes de Cavalaria Cadete e Baluda Cid, seguem para o Quartel-General da Legião Portuguesa (Marrocos).

11h45min
- Chama-se a atenção de todos os estabelecimentos comerciais para que encerrem imediatamente as portas. Se a ordem não for acatada, será decretado o recolher obrigatório.
- É difundido novo comunicado do MFA ao País, informando que, de Norte a Sul, a situação se encontra dominada e que "em breve chegará a hora da libertação".
- No Rossio, uma companhia do Regimento de Infantaria 1, da Amadora, comandada pelo capitão Fernandes, tenta barrar o caminho para o Quartel do Carmo, à coluna da EPC. Após curto diálogo com o comandante das tropas, estas passam para o lado de Salgueiro Maia.
- É montado o cerco ao Quartel da GNR, no Carmo, pela coluna da EPC.
- A fragata Almirante Gago Coutinho retira para o Mar da Palha.

12h00min
- Forças da GNR fiéis ao governo ocupam posições na retaguarda do dispositivo de Salgueiro Maia.

12h30min
- É cercado, pelas forças de Salgueiro Maia, o Quartel da GNR do Largo do Carmo, onde se encontra o presidente do Conselho, Marcello Caetano.

13h00min
- É emitido um comunicado do MFA, especialmente dedicado às famílias dos militares envolvidos no movimento revoltoso, para as tranquilizar, garantindo que todos estão bem e não há qualquer vítima a lamentar.
- Face ao cerco do Quartel do Carmo, o brigadeiro Junqueira dos Reis dirige-se, com os dois CC/M47 e os lanceiros e atiradores que lhe restavam, para o Largo de Camões, na esperança de, conjuntamente com forças da GNR, tentar libertar o Presidente do Conselho. Tais intenções rapidamente se verificam inexequíveis.
- A companhia do RI 1 passa-se para as fileiras do MFA e uma parte da guarnição de um M47 abandona-o, confinando o brigadeiro Junqueira dos Reis a uma posição de crescente fraqueza face ao aumento do poderio dos revoltosos.

13h30min
- A coluna do RC 3 de Estremoz atinge o seu objetivo, a Ponte Salazar.
- Uma força da GNR dispõe-se ao longo da Rua Nova da Trindade, até junto da retaguarda das forças de Cavalaria que cercam o Carmo.
- Manifestações populares hostis à GNR.
- A coluna do RC 3, que tinha como missão libertar os militares presos na Trafaria, chega à Ponte Salazar. Do Posto de Comando recebe, porém outro objectivo: acorrer em defesa das forças de Salgueiro Maia, a fim de encurralar a GNR e a Polícia de Choque entre dois fogos.
- Centenas de pessoas descem a Rua António Maria Cardoso, entoando o hino nacional, e aproximando-se da sede da PIDE/DGS, de cujas janelas são disparados tiros. Cinco feridos, alguns com gravidade.
- Jaime Neves, depois de montar um dispositivo militar nos acessos ao Quartel, concedeu aos ocupantes do edifício do Comando da Legião Portuguesa quinze minutos para se renderem. O comandante e o Estado-Maior da Legião Portuguesa apresentam a sua rendição.
- Decorridos dez minutos, as forças do Movimento tomam o edifício e informam para o Posto de Comando: "Marrocos foi ocupado sem qualquer incidente."

14h00min
- Nuno Távora chega a casa de António de Spínola para entregar uma carta de Pedro Feytor Pinto, Secretário de Estado da Informação e Turismo, em que este se oferece para intermediário com Marcello Caetano. Pouco depois, será o próprio Pedro Feytor Pinto a telefonar a António de Spínola, comunicando o pedido de Marcello Caetano para que assuma o comando da situação a fim de evitar que "o poder caia na rua".
- Um helicanhão sobrevoa o Largo do Carmo, causando grande ansiedade entre militares e civis.
- Às 14 horas dá-se o corte de energia ao emissor de Miramar (Porto) do Rádio Clube Português. Meia hora depois, é lido por Clarisse Guerra, aos microfones do Rádio Clube Português, um comunicado do MFA, no qual se dá conta dos objetivos e posições controlados e do ultimato para a rendição de Marcelo Caetano.

14h55min
- Um novo Comunicado do MFA alerta a população contra os elementos da GNR e PIDE/DGS que se fazem passar por amigos do Movimento.
- Desespero entre os comandos das forças fiéis ao Governo, patente nas mensagens via rádio que trocam entre si.

15h00min
- Salgueiro Maia, comandante das forças que sitiam o Quartel do Carmo, improvisa uma conferência de imprensa: "A GNR não tem qualquer hipótese de resistência".
- Sai do Quartel o Major Fernando Bélico Velasco da GNR "por iniciativa pessoal".
- Minutos após, o Coronel Correia de Campos, comandante das forças sitiantes, penetra no quartel para conversações.
- Salgueiro Maia dirige novo ultimato: "Atenção Quartel do Carmo! As conversações estão muito demoradas. Estão muito demoradas!".

15h10min
- Salgueiro Maia, com megafone, exige a rendição do Carmo em 10 minutos. Momentos antes recebera do Posto de Comando do MFA uma mensagem escrita pelo major Otelo Saraiva de Carvalho na qual ordena que apresente um aviso-ultimato para a rendição.
- Entretanto, são libertados da Trafaria os onze militares que aí se encontravam detidos em consequência do falhado golpe das Caldas, a 16 de Março.

15h30min
- Não tendo sido atendido após 15 minutos, o ultimato dado ao Carmo, Salgueiro Maia ordena ao tenente Santos Silva para fazer uma rajada da torre da Chaimite sobre as janelas mais altas do Quartel, repetindo o apelo de rendição logo a seguir.
- Do Quartel do Carmo sai o major Hugo Velasco, membro do MFA, para falar com o capitão Salgueiro Maia.

16h00min
- Forças do CIOE controlam as instalações da RTP do Monte da Virgem e do RCP, no Porto.
- Coronel Abrantes da Silva, a pedido de Salgueiro Maia, entra no Quartel para dialogar com os sitiados.

16h05min
- Capitão Salgueiro Maia dá ordens ao alferes miliciano Carlos Beato para instalar os seus homens no cimo das varandas do edifício da Companhia de Seguros Império e fazer fogo sobre a frontaria do Carmo, agora com armas automáticas G-3.

16h15min
- Spínola comunica ao Posto de Comando do MFA ter recebido um pedido de Marcello Caetano para ser ele a aceitar a rendição do chefe do governo. Otelo, após recolher a opinião dos presentes, concede-lhe esse mandato.
- O comandante da força da EPC, na ausência de resposta por parte dos sitiados no Quartel do Carmo, ordena a colocação de um blindado em posição de tiro e chega a dar voz de "um, dois"..., sendo interrompido pelo tenente Alfredo Assunção que conduz dois civis até ele. Trata-se de Pedro Feytor Pinto, director dos Serviços de Informação da Secretaria de Estado da Informação e Turismo, e Nuno Távora, que se dizem portadores de uma mensagem do general Spínola para Marcello Caetano. Salgueiro Maia autoriza a entrada no Quartel dos dois mensageiros.

16h30min
- Após negociações, Marcello Caetano decide render-se, mas apenas a um oficial de alta patente.
- Os dois mensageiros saem do Quartel do Carmo e deslocam-se num jipe, acompanhados por Alfredo Assunção, para casa de Spínola que, entretanto, se dirige já para o Carmo.

17h00min
- Salgueiro Maia desloca-se ao interior do Quartel e fala com Marcello Caetano que, após ter colocado algumas perguntas, lhe solicita que um oficial-general vá efetuar a transmissão de poderes (Spínola, com quem, aliás, falara já ao telefone) para que o poder não caia na rua.
- Salgueiro Maia pede a Francisco Sousa Tavares e a Pedro Coelho, oposicionistas ligados à Comissão Eleitoral de Unidade Democrática e ao Partido Socialista, para ajudarem a afastar a população.
- Sousa Tavares sobe para uma guarita da GNR e, usando o megafone, apela à calma.
- É feito um apelo à população para não interferir e deixar os sitiados abandonarem o Carmo, acrescentando que "quando o inimigo não está em condições de responder, embora prosseguindo com total firmeza e garantindo a libertação de Portugal, se impõe que se respeite o inimigo e o que as leis internacionais regulam para o tratamento a dar a estes".
- António de Spínola recebe um telefonema do Comando do Movimento em que lhe é solicitada a sua ida ao Quartel do Carmo para aceitar a rendição do Presidente do Conselho, que deveria de seguida ser conduzido ao Quartel de Engenharia na Pontinha.

17h45min
- Chega ao quartel o general António de Spínola, acompanhado pelo tenente-coronel Dias de Lima, major Carlos Alexandre Morais, capitão António Ramos e Dr. Carlos Vieira da Rocha, para receber a rendição de Marcello Caetano, submerso pela multidão que o aplaude e exige a sua vinda à janela.
- Após longos minutos envolvidos pela multidão, o Peugeot que transportava Spínola consegue, finalmente, chegar junto da porta de armas do quartel.

18h00min
- António de Spínola, acompanhado por Salgueiro Maia (que o informa sobre o modo como os membros do Governo serão retirados das instalações), entra no Quartel do Carmo para dialogar com Marcello Caetano.
- Spínola encontra-se com Marcelo e informa-o dos procedimentos que serão adotados para a sua saída do local e posterior evacuação para a Madeira.
- Enquanto isso, Salgueiro Maia pede à população que abandone o Largo do Carmo, a fim de se proceder à retirada do Presidente do Conselho e dos ministros. O apelo é ignorado.

18h20min
- É emitido um comunicado do MFA a informar o País da capitulação e entrega de Marcello Caetano e dos membros do seu ex-governo, refugiados no Quartel do Carmo.
- No Largo do Carmo e por todo o País, nas ruas, nas praças, as pessoas abraçam-se, exultam e cantam vitória.
- Apenas 5 minutos decorridos, Salgueiro Maia, dá ordem aos soldados para formarem um cordão em frente da porta de armas do Quartel, por forma a ser possível retirar Marcello Caetano em segurança.

18h40min
- A RTP interrompe a sua emissão até aí preenchida por programas recreativos entre eles um musical com Vinicius de Moraes e, pela voz do locutor Fernando Balsinha, anuncia que o MFA prepara uma edição especial do Telejornal. Em seguida, Fialho Gouveia lê uma declaração do Movimento.

18h45min
- Enquanto isso, o Agrupamento Norte chega a Lisboa.
- Numa manobra difícil, a autometralhadora Chaimite penetra de marcha atrás no Quartel do Carmo.
- Marcello Caetano, Rui Patrício e Moreira Baptista abandonam o Quartel do Carmo, sendo conduzidos na autometralhadora Chaimite "Bula", em direcção ao Quartel da Pontinha. Embora lhes tenha sido solicitado saírem pelas traseiras, Marcello Caetano recusa, dizendo "eu só saio pela porta por onde entrei".
- A Baixa de Lisboa é invadida por enorme multidão que continua a vitoriar as Forças Armadas e a Liberdade.
- Salgueiro Maia não conseguiu fazer-se ouvir, pela população, no seu pedido para retirar do Carmo, mas é respeitado o seu apelo. O povo não interfere. Limita-se a gritar "Vitória", e a vaiar fortemente Marcello Caetano e os ministros depostos.

19h30min
- Marcello Caetano e os ministros que com ele estavam no quartel foram transportados para o posto de comando do MFA, na Pontinha.[4]
- À Baixa da cidade continuam a afluir centenas de pessoas, vitoriando as Forças Armadas e gritando slogans identificadores de várias forças políticas.

19h50min
- Em novo Comunicado do MFA é anunciando formalmente a queda do Governo.

20h00min
- É finalmente lida nos emissores do Rádio Clube Português, a Proclamação do Movimento das Forças Armadas. Vinte e uma horas após a emissão do primeiro sinal confirmativo das operações, o regime caía.
- António de Spínola chega ao Quartel da Pontinha. "Senhores oficiais, devo começar por informá-los que acabo de assumir o poder no Quartel do Carmo. Agora vamos ao trabalho."[5]

21h00min
- Em plena festaria popular, com a vitória do MFA consumada, Marcello Caetano preparava-se para seguir para a Madeira de onde, mais tarde, viria a ser deportado para o Brasil, onde veio a falecer.[4]
- Os elementos da PIDE/DGS, abrem fogo sobre a população indefesa que sitiava a sua sede e era perfeitamente evitável, porquanto a rendição do Governo de Marcello Caetano estava publicamente consumada, quando das janelas da rua António Maria Cardoso, possuídos da fúria da pólvora, os carrascos da PIDE/DGS abrem fogo mortífero sobre a multidão, que cercava a sede, causando cinco mortos e mais de 45 feridos. Um agente da PIDE/DGS é morto pelas Forças Armadas quando tentava fugir.[6]
- Vítor Crespo, único representante da Armada no Posto de Comando, consegue finalmente mobilizar um corpo de fuzileiros navais, sob o comando de Vargas de Matos, cuja acção virá a ser relevante na definitiva rendição da PIDE/DGS. Com eles estará também uma outra força da Armada comandada por Costa Correia.

22h00min
- A PIDE/DGS resiste também na prisão de Caxias.[5] As primeiras tropas a chegar ao Forte, são duas companhias de pára-quedistas[7], comandadas por José Brás e Mário Pinto. Horas mais tarde chegam também forças de fuzileiros que montam um cordão de segurança em torno do reduto Norte. A multidão começa a juntar-se durante toda a noite, na esperança de assistir à libertação dos presos.
- Entretanto anuncia-se que a PSP aderiu ao Movimento e deixou de oferecer resistência.[5]
- É publicada a Lei nº 1/74 que destitui das suas funções o Presidente da República, o Governo e dissolve a Assembleia Nacional e o Conselho de Estado e determina que todos os poderes atribuídos aos referidos órgãos passem a ser exercidos pela Junta de Salvação Nacional.
- O D. L. nº169/74 exonera os Governadores-Gerais  dos Estados de Angola e Moçambique e determina que as suas funções passem a ser desempenhadas interinamente pelos Secretários Gerais desses Estados.
- O D. L. nº170/74 exonera das suas funções os governadores civis do continente e ilhas. Até serem nomeados novos titulares, essas funções serão exercidas pelos secretários dos governadores civis.
- O D. L. nº171/74 extingue a PIDE/Direcção-Geral de Segurança, Legião Portuguesa e Mocidade Portuguesa.
- O D. L. nº172/74 dissolve a Acção Nacional Popular.[8]
- Soldados do MFA empunham espingardas enfeitadas com cravos vermelhos, que terão sido distribuídos por Celeste Martins Caeiro, trabalhadora do self-service "Franjinhas", na manhã de 25 de Abril.